# Donji Grad
Ne doit pas être confondu avec Donji Grad (Zemun).

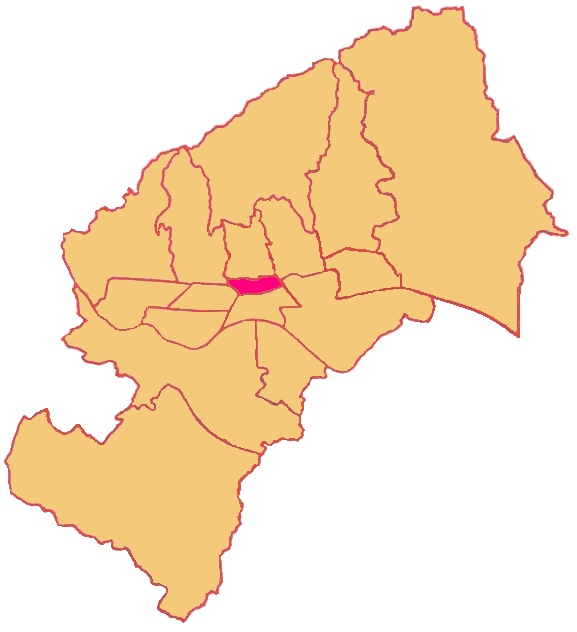
Donji Grad

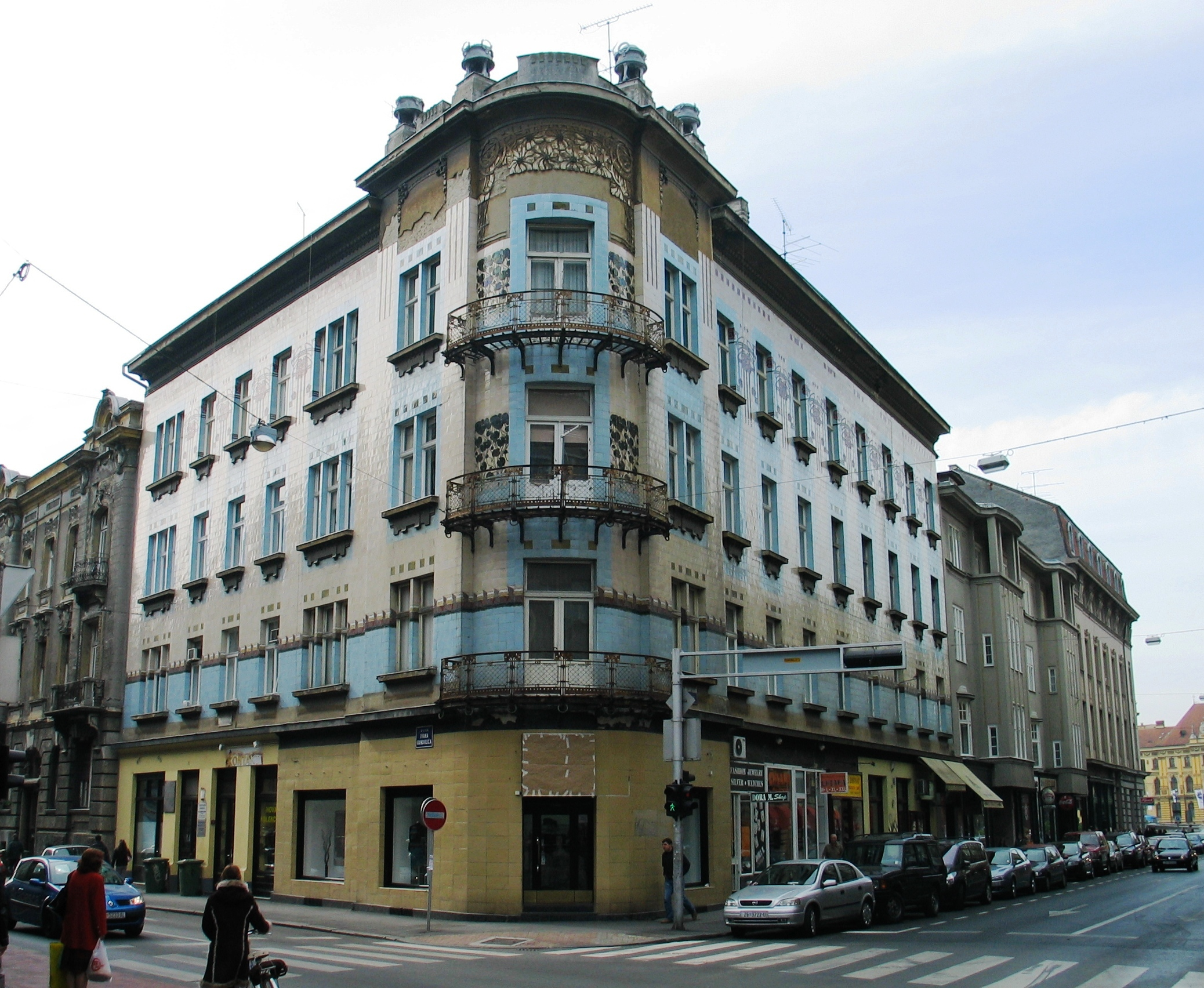
La maison Kallina, dans Donji Grad.

Donji Grad est un arrondissement de Zagreb en Croatie. C'est le centre de la ville et au recensement de 2001, il comptait 45 108 habitants. Le nom officiel est rarement utilisé par les Zagrebois qui lui préfère le nom centar (« centre »).